# Црква Светог Николе у Бањи
Црква Светог Николе у селу Бања, насељеном месту на територији општине Србица, на Косову и Метохији, представља непокретно културно добро као споменик културе.
Село Бања се спомиње још у 13. веку, за време краља Уроша I (1243- 1276), који га је приложио Грачаници, а краљ Милутин (1282-1321) манастиру Бањској.
Цркву посвећену Светом Николи подигао је челник и протовестијар Родоп као своју гробну цркву, у којој је сахрњен 1436. године. У рушевинама цркве пронађена су два украшена звона, једно је данас у Пећкој патријаршији, а друго у Народном музеју у Београду. У цркви се налази лепо украшена надгробна плоча челника и протовестијара Родопа. Црква је била срушена у 17. веку, а обновљена је од 1936. до 1941. године. За време Другог светског рата је поново срушена, да би по други пут била обновљена 1971. године. У близини се налазе два стара српска гробља: једно на брду Св. Петка, где се судећи по називу, раније вероватно налазила и мала гробљанска црква, а друго према суседном селу Сухом грлу.

## Основ за упис у регистар
Решење Завода за заштиту и научно проучавање споменика културе АКМО у Приштини, бор. 259 од 16. 4. 1958. г. Закон о заштити споменика културе и природних реткости (Сл. гласник НРС бр. 54/48).